# Exton (Rutland)
Exton – wieś w Anglii, w hrabstwie Rutland. Leży 8 km na wschód od miasta Oakham i 136 km na północ od Londynu. W 2001 miejscowość liczyła 600 mieszkańców.